# Milà-Sanremo 1959
La Milà-Sanremo 1959 fou la 50a edició de la Milà-Sanremo. La cursa es disputà el 19 de març de 1959 i va ser guanyada pel català Miquel Poblet, que s'imposà a l'esprint en l'arribada a Sanremo a un grup d'una cinquantena de corredors. Aquesta fou la segona victòria de Poblet en la clàssica italiana, després de l'aconseguida el 1957.
177 ciclistes hi van prendre part, acabant la cursa 116 d'ells.

## Classificació final
|    | Ciclista            | Equip             | Temps      |
| -- | ------------------- | ----------------- | ---------- |
| 1  | Miquel Poblet       | Ignis             | 6h 45' 33" |
| 2  | Rik van Steenbergen | Elvé-Peugeot      | m. t.      |
| 3  | Leon van Daele      | Flandria-Dr. Mann | m. t.      |
| 4  | Frans de Mulder     | Groene Leeuw      | m. t.      |
| 5  | Michel van Aerde    | Carpano           | m. t.      |
| 6  | Vito Favero         | Atala             | m. t.      |
| 7  | Willy Vannitsen     | Urago             | m. t.      |
| 8  | Silvano Ciampi      | Bianchi           | m. t.      |
| 9  | Giorgio Albani      | Molteni           | m. t.      |
| 10 | Arthur de Cabooter  | Groene Leeuw      | m. t.      |